# Verklista för Dmitrij Sjostakovitj
Den här artikeln förtecknar den ryske tonsättaren Dmitrij Sjostakovitjs verk.

## Symfonier
| Opus     | Titel                                                           | Instrument                                  | År      | Övrigt |
| -------- | --------------------------------------------------------------- | ------------------------------------------- | ------- | --- |
| Op. 10   | Symfoni nr 1 f-moll                                             |                                             | 1924-25 | (Uruppförande 12 maj 1926 i Leningrad, dirigent Nikolaj Malko) |
| Op. 14   | Symfoni nr 2 H-dur "Dedikation till Oktober",                   |                                             | 1927    | Text av: Alexander Bezjimenskij (Uruppförande 5 november 1927 i Leningrad, dirigent Nikolaj Malko)                                                                    |
| Op. 20   | Symfoni nr 3 Ess-dur "1:a maj"                                  |                                             | 1929    | Text av Semjon Kirsanov (Uruppförande 21 januari 1930 i Leningrad, dirigent Alexander Gauk)                                                                           |
| Op. 43   | Symfoni nr 4 c-moll                                             |                                             | 1935-36 | (Uruppförande 30 december 1961 i Moskva, dirigent Kirill Kondrasjin)                                                                                                  |
| Op. 47   | Symfoni nr 5 d-moll (i Sovjetunionen ofta kallad Hamletsymfoni) |                                             | 1937    | (Uruppförande 21 november 1937 i Leningrad, dirigent Jevgenij Mravinskij)                                                                                             |
| Op. 54   | Symfoni nr 6 h-moll                                             |                                             | 1939    | (Uruppförande 21 november 1939 i Leningrad, dirigent Jevgenij Mravinskij)                                                                                             |
| Op. 60   | Symfoni nr 7 C-dur "Leningradsymfonin"                          |                                             | 1941    | (Uruppförande 5 mars 1942 i Moskva, dirigent Samuil Samosud) |
| Op. 65   | Symfoni nr 8 c-moll                                             |                                             | 1943    | (Uruppförande 4 november 1943 i Moskva, dirigent Jevgenij Mravinskij)                                                                                                 |
| Op. 70   | Symfoni nr 9 Ess-dur                                            |                                             | 1945    | (Uruppförande 3 november 1945 i Leningrad, dirigent Jevgenij Mravinskij)                                                                                              |
| Op. 93   | Symfoni nr 10 e-moll                                            |                                             | 1953    | (Uruppförande 17 december 1953 i Leningrad, dirigent Jevgenij Mravinskij)                                                                                             |
| Op. 103  | Symfoni nr 11 g-moll "Året 1905"                                |                                             | 1956-57 | (Uruppförande 30 oktober 1957 i Moskva, dirigent Natan Rachlin) |
| Op. 112  | Symfoni nr 12 d-moll, "Året 1917" till Lenins minne             |                                             | 1959-61 | (Uruppförande 1 oktober 1961 i Leningrad, dirigent Jevgenij Mravinskij)                                                                                               |
| Op. 113  | Symfoni nr 13 b♭-moll, "Babi Jar"                               | med basröst och kör                         | 1962    | Text av Jevgenij Jevtusjenko (Uruppförande 18 december 1962 i Moskva, dirigent Kirill Kondrasjin)                                                                     |
| Op. 135  | Symfoni nr 14                                                   | för sopran, bas, stråkorkester och slagverk | 1969    | Text: Federico Garcia Lorca, Guillaume Apollinaire, Wilhelm Küchelbecher och Rainer Maria Rilke (Uruppförande 29 september 1969 i Leningrad, dirigent Rudolf Barsjaj) |
| Op. 141  | Symfoni nr 15 A-dur                                             |                                             | 1971    | (Uruppförande 8 januari 1972 i Moskva, dirigent Maxim Sjostakovitj)                                                                                                   |
| Op. 110a | Kammarsymfoni                                                   |                                             |         | (orkestrering av stråkkvartett nr 8 c-moll op. 110) |
| Op. 118a | Symfoni för stråkar                                             |                                             |         | |

## Konserter
- Konsert för piano, trumpet och orkester op. 35 (1933, uruppförande 15 oktober 1933 med tonsättaren piano, Alexander Sjmidt trumpet, Fritz Stiedry dirigent, Leningradfilharminikerna i Leningrad)
- Pianokonsert nr 2 op. 102 (1957, uruppförande 10 maj 1957 Maxim Sjostakovitj piano, Nikolaj Anosov dirigent, USSR Statssymfoniorkestern i Moskva)
- Violinkonsert nr 1 op. 99 (1947–48, uruppförande 29 oktober 1955 David Ojstrach violin, Jevgenij Mravinskij dirigent, Leningradfilharmonikerna i Leningrad)
- Violinkonsert nr 2 op. 129 (1967, uruppförande 26 september 1967 David Ojstrach violin, Kirill Kondrasjin dirigent, Moskvafilharmonikerna i Moskva)
- Konsert för cello och orkester nr 1 op. 107 (1959, uruppförande 4 oktober 1959 Mstislav Rostropovitj cello, Jevgenij Mravinskij dirigent, Leningradfilharmonikerna i Leningrad)
- Konsert för cello och orkester nr 2 op. 126 (1966, uruppförande 25 september 1966 Mstislav Rostropovitj cello, Jevgenij Svetlanov dirigent, Moskvafilharmonikerna i Moskva)

## Annan symfonisk musik
- Scherzo i fiss-moll op. 1 (1919)
- Tema och variationer i B♭-dur op. 3 (1921–22)
- Scherzo i Ess-dur op. 7 (1923)
- Två stycken för operan Der arme Columbus av Ervin Dressel op. 23 (1929)
- Fem fragment för orkester op. 42 (1935; uruppförande 26 april 1965, Leningradfilharmonikerna, dirigent Igor Blasjkov)
- Festuvertyr i A-dur op. 96 (1954; uruppförande 6 november 1954, Bolsjoj-orkester, dirigent Alexander Melik-Pasjajev)
- Uvertyr på ryska och kirgiziska folktema op. 115 (1963; uruppförande 2 november 1963, Frunze-teater)
- Sorg och triumfpreludium för minnet av hjältarna i slaget om Stalingrad op. 130 (1967)
- Oktober, symfonisk poem (1967; uruppförande 16 september 1967, USSR Statliga Symfoniorkestern, dirigent Maxim Sjostakovitj)
- Den sovjetiska milisens marsch för militärorkester op. 139 (1970)

## Operor och baletter
- Opera Näsan op. 15 (1927–28)
- Balett Gyllene åldern op. 22 (1929–30)
- Balett Bulten op. 27 (1930–31)
- Opera Den stora blixten (1931–12, ej fullbordad)
- Opera Lady Macbeth från Mzensk op. 29 (1930–32)
- Balett Klar ström op. 39 (1934–35)
- Opera Spelare efter Gogol (1941–42, ej avslutad)
- Operett Moskva, Tjerjomusjki op. 105 (1957–58)
- Opera Katerina Izmailova op. 114; omarbetning av Lady Macbeth op. 29 (1954–63)

## Teatermusik (ej komplett)
- Vägglus till en pjäs av Vladimir Majakovskij op. 19 op. 19 (1929)
- Förklarad död till en revy av Vsevolod Vojevodin, op. 31 (1931)
- Hamlet av Shakespeare op. 32 (1931–32)
- Kung Lear av Shakespeare op. 58a (1941)

## Stråkkvartetter och pianokvintett
- Stråkkvartett nr 1 C-dur op. 49 (1938, uruppförande: Glazunovkvartetten, 10 oktober 1938 i Leningrad)
- Stråkkvartett nr 2 A-dur op. 68 (1944, uruppförande: Beethovenkvartetten, 14 november 1944 i Leningrad)
- Stråkkvartett nr 3 F-dur op. 73 (1946, uruppförande: Beethovenkvartetten, 16 december 1946 i Moskva)
- Stråkkvartett nr 4 D-dur op. 83 (1949, uruppförande: Beethovenkvartetten, 3 december 1953 i Moskva)
- Stråkkvartett nr 5 B♭-dur op. 92 (1952, uruppförande: Beethovenkvartetten, 13 november 1953 i Moskva)
- Stråkkvartett nr 6 G-dur op. 101 (1956, uruppförande: Beethovenkvartetten, 7 oktober 1956 i Leningrad)
- Stråkkvartett nr 7 fiss-moll op. 108 (1960, uruppförande: Beethovenkvartetten, 15 maj 1960 i Leningrad)
- Stråkkvartett nr 8 c-moll op. 110 (1960, uruppförande: Beethovenkvartetten, 2 oktober 1960 i Leningrad)
- Stråkkvartett nr 9 Ess-dur op. 117 (1964, uruppförande: Beethovenkvartetten, 20 november 1964 i Moskva)
- Stråkkvartett nr 10 Ass-dur op. 118 (1964, uruppförande: Beethovenkvartetten, 20 november 1964 i Moskva)
- Stråkkvartett nr 11 f-moll op. 122 (1966, uruppförande: Beethovenkvartetten, 28 maj 1966 i Leningrad)
- Stråkkvartett nr 12 Dess-dur op. 133 (1968, uruppförande: Beethovenkvartetten, 14 september 1968 i Moskva)
- Stråkkvartett nr 13 b♭-moll op. 138 (1970, uruppförande: Beethovenkvartetten, 13 december 1970 i Leningrad)
- Stråkkvartett nr 14 Fiss-dur op. 142 (1973, uruppförande: Beethovenkvartetten, 12 november 1973 i Leningrad)
- Stråkkvartett nr 15 ess-moll op. 144 (1974, uruppförande: Tanejevkvartetten, 15 november 1974 i Leningrad)
- Pianokvintett g-moll op. 57 (1940, uruppförande: Beethovenkvartetten med tonsättaren vid pianot, 23 november 1940 i Moskva)

## Pianotrior
- Nr 1 c-moll op. 8 (1923)
- Nr 2 e-moll op. 67 (1944, uruppförande Dmitrij Tsiganov, Sergej Sjirinskij och tonsättaren, 14 november i Leningrad)

## Sonater
- Sonat i d-moll för cello och piano op. 40 (1934)
- Sonat för violin och piano op. 134 (1968)
- Sonat för viola och piano op. 147 (1975)

## Musik för solopiano
- Åtta preludier op. 2 (1918-20)
- Tre fantastiska danser op. 5 (1922)
- Svit i fiss-moll för två pianon op. 6 (1922)
- Pianosonat nr 1 op. 12 (1926)
- Aforismer op. 13 (1927)
- 24 preludier op. 34 (1932-33)
- Pianosonat nr 2 i h-moll op. 61 (1943)
- Barnens notbok, sju stycken op. 69 (1944–45)
- 24 preludier och fugor op. 87 (1950–51)
- Concertino för två pianon op. 94 (1954)

### Utan opusnummer
- Fem preludier (1919–20)
- Glad marsch för två pianon (1949)
- Sju dockdanser arrangemang av balettsviter (1952)
- Tarantella för två pianon (troligen 1954)

## Sånger
- Två Krylov-fabler för mezzosopran eller kör och orkester op. 4 (1922)
- ''Sex romanser på texter av japanska poeter för tenor och orkester op. 21 (1928–32)
- Fyra romanser till Aleksandr Pusjkins dikter op. 46 (1936–37)
- Sex Romanser till dikter av Raleigh, Burns och Shakespeare för bas och piano op. 62 (1942)
- Sex Romanser till dikter av Raleigh, Burns och Shakespeare för bas och kammarorkester op. 140 (1971)
- Från den judiska folkpoesin op. 79 (för sopran, kontraalt, tenor och piano) (1948)
- Från den judiska folkpoesin op. 79a (för sopran, kontraalt, tenor och orkester) (1948–64)
- Två romanser på texter av M. Lermontov för röst och piano op. 84 (1950)
- Fyra sånger till texter av J. Dolmatovskij för röst och piano op. 86 (1950–51)
- Fyra monologer på texter av Aleksandr Pusjkin för bass och piano op. 91 (1952)
- Fem romanser till texter av J. Dolmatovskij för bas och piano op. 98 (1954)
- Spanska sånger för mezzosopran och piano op. 100 (1956)
- Satirerna (Bilder av det förflutna) för sopran och piano op. 109 (1960)
- Fem romanser på texter från magasinen Krokodil för bas och piano op. 121 (1965)
- Förord till en komplett utgåva av mina verk och en kort reflektion apropos detta förord för bas och piano op. 123 (1966)
- Sju dikter av A. Blok för sopran, violin, cello och piano op. 127 (1967)
- "Vår, vår" till text av Aleksandr Pusjkin, romans för bas och piano op. 128 (1967)
- Sex verser av Marina Tsvetajeva för kontraalt och piano op. 143 (1973)
- Sex verser av Marina Tsvetajeva för kontraalt och kammarorkester op. 143a (1974)
- Svit för dikter av Michelangelo Buonarroti  op. 145 för baryton och piano (1974)
- Svit för dikter av Michelangelo Buonarroti op. 145a för baryton och orkester (1975)
- Fyra dikter av kapten Lebjadkin op. 146 för baryton och piano (1974) (Not: Lebjadkin från Dostojevskijs Onda andar)

### Utan opus-nummer
- Impromptu-madrigal (troligen 1930)
- Patriotisk sång text: Jevgenij Dolmatovskij (1943)
- Sång om den Röda armén text: Michail Golodnij (1942)
- Grekiska sånger för röst och piano (1952-53)
- Där fanns kyssar romans för röst och piano till text av Jevgenij Dolmatovskij (troligen 1954)

## Körverk
- Fosterlandets poem, kantat för mezzosopran, tenor, två barytoner, bas, kör och orkester op. 74 (1947)
- Skogarnas sång, oratorium op. 81 till text av Jevgenij Dolmatovskij (1949)
- Tio poemer på texter av revolutionära poeter från det sena artonhudratalet och det tidiga nittonhundratalet för kör a cappella op. 88 (1951)
- Solen skinner över vårt fosterland kantat op. 90 (1952)
- Två ryska folksånger för kör a cappella op. 104 (1957)
- Avrättning av Stepan Razin för bas, kör och orkester op. 119 (1964)
- Lojalitet, åtta ballader för manskör a cappella op. 136 (1970)

### Utan opus-nummer
- Ed till folkets kommissarie (1941)
- Vaktdivisionens sång (1941)
- Ära till vårt sovjetiska hemland (1943)
- En skål till vårt fosterland (1944)
- Svarta havet (1944)
- Antiformalist rajok (troligen 1948–68)
- Vår sång (1950)
- Fredsförvararnas marsch (troligen 1950)
- Tio ryska folksånger (1951)
- Oktobergryning (1957)
- Vi vårdar oktobergryning i våra hjärtan (1957)
- Vi sjunger lov till vårt fosterland (1957)

## Populärmusik (ej komplett)
- Svit för Jazzorkester nr 1 (1934)
- Svit för Jazzorkester nr 2 (1938)

## Filmmusik
Sjostakovitj skrev musik till 37 filmer, bl.a. Bromsen (med den populära sviten ur filmen).
Filmtitlar nedan mer reservation för felöversättningar.
- Det nya Babylon, op. 18, regi Grigorij Kozintsev och Leonod Trauberg (1928–29)
- Ensam, op. 26, regi Grigorij Kozintsev och Leonod Trauberg (1928–29)
- Gyllene berg, op. 30, regi Sergej Jutkevitj (1931)
- Motplan, op. 33, regi Fridrich Ermler och Sergej Jutkevitj (1932)
- Berättelsen om prästen och hans arbetare Tjockskalle, op. 36, ofullbordad animerad film, regi Michail Tsechanowskij (1933-34)
- Kärlek och hat, op. 38, regi Albert Gendelsjtein (1934)
- Maxims ungdom, Maximtrilogi del 1, op. 41, regi Grigorij Kozintsev och Leonid Trauberg (1934)
- Flickvänner, op. 41a, regi Leo Arnsjtam (1934-35)
- Maxims återkomst, Maximtrilogi del 2, op. 45, regi Grigorij Kozintsev och Leonid Trauberg (1936–37)
- Volotjajevs dagar, op. 48, regi Georgij Vasiljev och Sergej Vasiljev (1936–37)
- Viborgdistrikt, Maximtrilogi del 3, op. 50, regi Grigorij Kozintsev och Leonod Trauberg (1936–37)
- Vänner, op. 51, regi Leo Arnsjtam (1938)
- Den store medborgaren, del 1, op. 52, regi Fridrich Ermler (1937)
- Manen med geväret, op. 53, regi Sergej Jutkevitj (1938)
- Den store medborgaren, del 1, op. 55, regi Fridrich Ermler (1938-39)
- Den dumma lilla musen, op. 56, animerad film, regi Michail, Tsechanovskij (1939)
- Korzinkinas äventyr, op. 59, regi Klimentij Mints (1940-41)
- Zoja, op. 64, regi Leo Arnsjtam (1944)
- Enkla människor, op. 71, regi Grigorij Kozintsev och Leonod Trauberg (1945; releasad 1956)
- Det unga gardet, op. 75, regi Sergej Gerasimov (1947-48)
- Pirogov, op. 76, regi Grigorij Kozintsev (1947)
- Mitjurin, op. 78, regi Alexander Dovzjenko (1948)
- Sammandrabbning vid Elbe, op. 80, regi Grigorij Alexandrov (1948)
- Berlins fall, op. 82, regi Micheil Tjiaureli (1949)
- Belinskij, regi Grigorij Kozintsev (1950; releasad 1953)
- Det oförglömliga året 1919, op. 89, regi Micheil Tjiaureli (1949)
- Sången om de stora floderna, op. 95, dokumentär/DDR, regi Joris Ivens (1954)
- Bromsen, op. 97, regi Aleksander Faintsimmer (1955)
- The First Echelon (svensk översättning?), op. 99, regi Michail Kolatozov (1955-56)
- Chovansjtjina, op. 106, orkestrering av Musorgskijs opera för film, regi Vera Strojeva (1958–59)
- Fem dagar – fem nätter, op. 111, regi Leo Arnsjtam (1960)
- Tjeromusjki, arr. av op. 105, operettfilm, regi Gerbert Rappaport (1962)
- Hamlet, op. 116, regi Grigorij Kozintsev (1963-64)
- Ett år är som en livstid, op. 120, regi Grigorij Rosjal (1965)
- Katarina Izmaijlova, filmversion av opera op. 114, regi Michail Sjapiro (1966)
- Sofija Perovskaja, op. 132, regi Leo Arnsjtam (1967)
- Kung Lear, op. 137, regi Grigorij Kozintsev (1970)

## Instrumentering/rekonstruktion av Musorgskijs operor
- Boris Godunov, opera av Modest Musorgskij - Sjostakovitj rekonstruerade verket 1939-40 med en alternativ orkestrering till den vanliga versionen av Rimskij-Korsakov. Klangen är råare och anses ligga närmare Musorgskijs intentioner. (Op. 58 i Sjostakovitj verkförteckning). Första scenuppförande 4 november 1959 på Kirov i Leningrad.
- Chovansjtjina, opera av Modest Musorgskij - Sjostakovitj orkestrerade operan 1958 först för film. (Op. 106 i Sjostakovitj verkförteckning). Första scenuppförande 25 november 1960 på Kirov i Leningrad.